# Universiade d'hiver de 1993
Navigation
Édition précédente Édition suivante
L'Universiade d'hiver 1993 est la 16e édition des Universiades d'hiver. Elle se déroule à Zakopane en Pologne, du 6 février au 14 février 1993.

## Tableau des médailles
| Rang | Nation        | Or | Argent | Bronze | Total |
| ---- | ------------- | -- | ------ | ------ | ----- |
| 1    | Japon         | 6  | 5      | 4      | 15    |
| 2    | Chine         | 6  | 1      | 3      | 10    |
| 3    | États-Unis    | 5  | 4      | 6      | 15    |
| 4    | Russie        | 5  | 2      | 4      | 11    |
| 5    | Corée du Sud  | 5  | 2      | 3      | 10    |
| 6    | Suisse        | 3  | 0      | 0      | 3     |
| 7    | France        | 2  | 2      | 0      | 4     |
| 8    | Tchéquie      | 2  | 0      | 0      | 2     |
| 9    | Allemagne     | 1  | 1      | 1      | 3     |
| 10   | Ukraine       | 1  | 0      | 0      | 1     |
| 11   | Italie        | 0  | 6      | 2      | 8     |
| 12   | Corée du Nord | 0  | 5      | 3      | 8     |
| 13   | Pologne       | 0  | 3      | 1      | 4     |
| 14   | Autriche      | 0  | 2      | 6      | 8     |
| 15   | Belarus       | 0  | 1      | 1      | 2     |
| 16   | Kazakhstan    | 0  | 1      | 0      | 1     |
| 17   | Lituanie      | 0  | 1      | 0      | 1     |
| 18   | Finlande      | 0  | 0      | 1      | 1     |
| 19   | Slovaquie     | 0  | 0      | 1      | 1     |